# Made in Italy (film 1965)
Made in Italy è un film ad episodi del 1965 diretto da Nanni Loy.
In 27 episodi, distinti in cinque sezioni (Usi e costumi; La donna; Il lavoro; Cittadini, Stato e Chiesa; La famiglia), il regista descrive acutamente i costumi degli italiani e, tra una sezione e l'altra, viene inserito un intermezzo (Emigranti):quattro operai a bordo di un aereo diretto a Stoccolma anticipano la sezione successiva con un comportamento "tipico" tra compassati viaggiatori svedesi ma, negli ultimi fotogrammi del film, una volta arrivati in Svezia porteranno allegria in un silenzioso bar nei dintorni della capitale.
Il film è ambientato in alcuni luoghi caratteristici dell'Italia: Roma, Amalfi, Ravello, Matera, Messina, Napoli, Venezia, Torino, Firenze, ed ancora Sicilia ed alcune zone dell'Italia rurale.
Per realizzare questo film Loy impiegò un cast comprendente molti attori famosi.
In un ruolo minore (quello di una hostess) è impiegata anche la ragazza-copertina anni sessanta Solvi Stübing.

## Le sezioni e gli episodi

### Usi e costumi
- Una donna sale su un treno sovraffollato. In uno scompartimento è seduto un uomo che legge un giornale; la donna chiede se c'è un posto libero, ma questi risponde che sono tutti occupati. In effetti vi sono valigie, cappelli e altri oggetti sui vari posti. Allontanatasi la donna, l'uomo si alza, chiude la porta e le tendine, sgombra gli altri posti (che erano quindi liberi) si riprende giacca, cappello e giornale e si stende per dormire.
- Una coppia di turisti in gita a Firenze vuole recarsi a visitare il dipinto la Madonna del Granduca di Raffaello. Chiedono indicazioni ma i vari fiorentini non hanno idea di dove si trovi, finché non incontrano una coppia di inglesi, i quali li indirizzano nel posto giusto (palazzo Pitti).
- In Sicilia la salma di un defunto viene vegliata dai parenti, raccolti intorno ad una tavola imbandita. Le scene sono state girate a Motta Sant'Anastasia (CT), zona denominata "Urnazza".
- Un gruppo di amici benestanti a bordo di macchine lussuose è alla ricerca di un ristorante esclusivo in un quartiere popolare di Roma. Ne scartano parecchi perché non abbastanza "vip", poi scelgono di andare in una trattoria di ultima lega, un posto scomodo, sporco e con un servizio scadente ma tutto questo è molto chic per loro.
- Sicilia. Giulio (Lando Buzzanca) è perdutamente innamorato di Rosalia (Jolanda Modio). Si vedono tutte le domeniche pomeriggio, ma lei non si lascia mai baciare. Sospettoso, Giulio va da un amico carabiniere (Aldo Giuffré) e gli chiede di assumere informazioni su di lei. L'amico gli legge una serie piuttosto lunga di note, da cui emerge un quadro inquietante sull'educazione e la personalità della ragazza, ma nulla che metta in dubbio la sua illibatezza. La domenica dopo il ragazzo l'abbraccia entusiasta e le regala l'anello di fidanzamento.
- Un uomo (Walter Chiari) esce con l'amante (Lea Massari). Lei è libera fino a mezzanotte, l'ora in cui rientra il marito. L'uomo fa entrare l'amante in casa sua. Quando sono da poco passate le dieci, inventa una scusa: si deve subito recare a trovare la madre in ospedale, dove l'ingresso è consentito fino alle 22:30. In poco tempo si veste e manda via l'amante, lasciandola semi svestita in mezzo alla strada. L'uomo in realtà vola al cinema per vedere un film americano di genere western.

### Il lavoro
- Un gruppo di operai portuali fa calare con una gru dal ponte di una nave alla banchina un grosso secchio contenente una sigaretta per un loro collega.
- In alcune scene frenetiche del film s'evince il fervore e la devozione dei fedeli durante la processione della Vara di Messina che appare in tutto il tuo splendore da minuto 27:40 a minuto 29:20. Belli alcuni scorci di Messina e le immagini della processione che scorrono rapidamente.
- Napoli. Luigino deve affrontare un colloquio di lavoro; sbarbato e ben vestito, grazie agli abiti che la moglie si è fatto prestare dai vicini, si presenta in un cantiere dove viene offerto un posto come guardiano notturno. Il capomastro sarebbe anche disposto ad assumerlo, salvo poi fargli notare un muratore ridotto in pessime condizioni al quale ritiene sarebbe più giusto assegnare il nuovo incarico. Luigino comprende e mestamente è costretto a dover rinunciare.
- Un uomo, a bordo del suo yacht, nella rada di un porto, cerca di pescare qualcosa, mentre la sua giovane compagna, che prende il sole vicino a lui, lo distrae. Gli passa davanti una barca di pescatori che rientrano al porto dopo una dura giornata di lavoro. Sorvegliano le casse con tutto il pescato e hanno un aspetto veramente stanco. Il ricco sospira: "A chi tanto e a chi niente".
- (Senza dialoghi) In pochi minuti viene raccontata la giornata di un operaio che vive in provincia: sveglia all'alba, percorso in bicicletta per raggiungere la stazione, tragitto in treno, lavoro in fabbrica, pausa mensa e ripresa. Il ritorno avviene a tarda sera, quando i figli già stanno dormendo e l'uomo, mentre cena davanti allo sguardo amorevole della moglie, guarda nel vuoto rammaricato dal fatto di non poter godere neanche del calore familiare.
- Il signor Pira (Aldo Fabrizi) è riuscito a far laureare il figlio Claudio (Nino Castelnuovo) in Legge. Ha fatto tanti sacrifici, soprattutto da quando è rimasto solo dopo la morte della moglie. Vuole che il figlio trovi una posizione sociale elevata, quindi respinge i consigli di trovargli un lavoro impiegatizio presso un'assicurazione. Ma il figlio deve fare un anno di militare, poi la gavetta da avvocato è spietata e oltretutto al concorso per accedere alla Magistratura si classifica centoventunesimo mentre i posti sono solo cento. Quindi si sposa, non ancora sistemato. Arriva finalmente il giorno di quella che sembra la sua prima causa da avvocato; il padre, orgoglioso, si reca in tribunale ma scopre che l'imputato è proprio il figlio, che è condannato per una vecchia multa non pagata. Rimasto deluso, viene rassicurato da Claudio circa un lavoro sicuro che sta per intraprendere. Il giovane infatti trova un impiego come insegnante di ballo.

### La donna
- Un contadino sta raccogliendo del fieno. Dopo aver terminato si avvicina al carretto e si scopre che si tratta di una ragazza madre, la quale inizia ad allattare il suo bambino.
- Una giovane suora sta passeggiando. Quando passa davanti alla vetrina di un negozio di abiti da sposa, non riesce a trattenere le lacrime.
- Una donna affascinante (Virna Lisi) è frustrata dal fatto di aver dovuto sposare uomini più ricchi presso i quali lavorava come cameriera, ma quando le si ripresenta l'opportunità di vivere con l'uomo che ama davvero, non riesce ad abbandonare il lusso a cui si era abituata e lo rifiuta.
- Una coppia di giovani passa la serata in una discoteca romana molto "in". Lei (Catherine Spaak) ha un accento del nord, modi di fare snob, da rampolla di buona famiglia. Lui è un semplice impiegato. All'ora convenuta la riporta a casa, fermandosi davanti ad un bel palazzo. Appena il fidanzato è ripartito, lei entra in una sorta di scantinato, la sua vera abitazione, dove il padre, che è il portiere del palazzo, le urla che ha sgarrato sull'orario di ritorno, le molla uno  ceffone, e le rinfaccia che il giorno dopo deve andare a pulire le scale. E mentre ride esageratamente al telefono col fidanzato per coprire il rumore dello sciacquone, il padre le da un altro schiaffo, e la sua risata si trasforma in pianto.
- Una donna sfreccia per le strade del centro di Amalfi a bordo di una fiammante Jaguar E-Type. Passa davanti a un gruppo di giovani. Uno di loro (Jean Sorel) scommette con gli altri che riesce a prenderla. Si mette all'inseguimento a bordo di una Fiat 595 Abarth SS[2], la raggiunge e la convince a fermarsi. La vede da vicino: è una gran bella donna (Sylva Koscina) ed anche lui è un bel ragazzo. La donna lo guarda chiedendosi quali intenzioni abbia perché in fondo non le dispiace il suo corteggiamento. Dopo essere passati dal lei al tu, lui le vuole chiedere una cosa e la prega di non rispondergli di no. Lei accetta. Lui, tutto eccitato, le chiede se può guidare la sua Jaguar e lei rimane un po' delusa.

### Cittadini, Stato e Chiesa
- Un gruppo di impiegati lavora alacremente per eseguire gli ordini impartiti, attraverso l'interfono, dal proprio capo, del quale gli spettatori odono la voce, ma non possono, inizialmente, vedere la faccia. Dal tono e dai contenuti dei messaggi, sembra di sentir parlare un potente manager, molto autoritario, severo e con la mania dell'efficienza, che tratta affari finanziari o immobiliari. Solo quando l'inquadratura si sposta nell'ufficio accanto, si scopre che ci troviamo in un palazzo della Curia romana, e che il capo degli impiegati è un alto prelato (l'attore che l'interpreta è doppiato da Nino Dal Fabbro).
- Un autobus che trasporta dei pensionati in gita a Roma, dopo aver attraversato ponte Milvio [3], inizia a transitare nei pressi del ponte Flaminio, chiamato però "ponte della Vittoria" (nome fittizio). La guida ne descrive la bellezza e la costruzione con tecniche d'avanguardia. Il ponte, però, a differenza di quello costruito dai Romani, non è percorribile: c'è il rischio di un cedimento strutturale.
- Una donna anziana, che vive con la famiglia in una baraccopoli romana, compie un lungo cammino per andare a pregare nella basilica di San Pietro in Vaticano, e lascia in elemosina una delle sole due monete che ha nel borsellino.
- All'ingresso di un teatro molte persone accedono gratuitamente allo spettacolo, ostentando varie posizioni sociali o incarichi istituzionali, ma senza consentire al rassegnato custode un minimo di verifica.
- Il signor Attilio Lamporecchi (Nino Manfredi) si reca all'anagrafe per ritirare un certificato di residenza. Lascia la macchina in doppia fila, convinto di impiegarci al massimo cinque minuti. Invece comincia per lui un'odissea kafkiana, tra ascensori fuori servizio, interminabili code agli sportelli che deve ripetere più e più volte, uffici chiusi o abbandonati, bolli che non si trovano, impiegati che sono al bar invece che in ufficio (e che passano quel tempo a lamentarsi del troppo lavoro che gli impongono). Alla fine, invece di impiegarci 5 minuti, ci mette un'ora. L'esito: sul calcolatore risulta che non ha mai avuto la residenza a Roma. Alle sue proteste l'impiegato risponde che «la macchina è infallibile, non sbaglia mai»; ma anche accanto a Lamporecchi si trova un uomo con un certificato di residenza sul quale è scritto che lui è nato nel 1806 e si chiama Lucia. Deluso, Lamporecchi se ne va. Uscito in strada, però, non trova più la macchina che, dopo essere stata multata più volte, alla fine è stata ritirata da un automezzo dell'ACI. Lamporecchi non si scoraggia ed è disposto a ricominciare tutto da capo pur di trovare l'ufficio competente.

### La famiglia
- Un ragazzino si reca in un cantiere per portare un fiasco di vino ad un manovale in pausa che sta mangiando. Questi gli offre un pezzo di pane ma il bambino risponde: Ha detto mamma che ho già mangiato! Scena girata presso la "Cava del Sole" a Matera, il ragazzino è interpretato dal materano Domenico Bellomo.
- Madre e figlio (rispettivamente interpretati da Tecla Scarano e Peppino De Filippo) chiudono la saracinesca del negozio dove lavorano e si avviano sottobraccio per la galleria. Nel breve tragitto si apprende che sono due strozzini, e la madre si compiace di aver trasmesso al figlio la sua stessa grettezza d'animo. A fronte della richiesta di elemosina da parte di un mendicante, Peppino rifiuta con la giustificazione: tengo 20 lire sane.
- Un giornalista si reca ad intervistare un capofamiglia (Guido Leontini) che vive in una baracca diroccata e isolata, privo dei benefici del progresso e senza potersi permettere neppure una televisione o una radio. Il giornalista allora domanda cosa faccia la sera per distrarsi, suscitando risate e ammiccamenti mentre spuntano dalla baracca i suoi numerosi figli.
- Erminia (Rossella Falk) torna nel lussuoso palazzo dove abita solo per trovare il marito Silvio (Alberto Sordi) a letto con una signora dall'accento francese. Durante la scenata seguente si apprende che il marito è solo un cacciatore di dote che si fa mantenere. Silvio, pur non negando l'evidenza, cercherà di passare per vittima.
- Una mamma (Anna Magnani), insieme al marito (Andrea Checchi), la suocera e tre figli, cerca disperatamente di attraversare la strada in una capitale congestionata dal traffico per raggiungere il bar di fronte, finché, una volta arrivata a destinazione, scopre che il gelato che vuole offrire ai suoi figli (la Coppa del nonno) è finito e si può trovare nel "nuovo" bar situato dalla parte della strada da cui proveniva.

## Distribuzione
Il film, distribuito dalla CEIAD-Columbia, uscì per la prima volta nelle sale italiane il 22 dicembre 1965, con il divieto di visione per i minori di 14 anni. Nelle locandine c'era l'inserimento del sottotitolo: Questi italiani.... La pellicola venne distribuita in Francia solamente a partire dall'8 aprile 1967.

## Accoglienza

### Incassi
Il film ebbe un buon successo al cinema, si posizionò al settantaquattresimo posto nella stagione agosto 1965-luglio 1966. L'incasso totale delle prime visioni nelle sedici città capozona fu di 170.008.000 di lire.

## Struttura del film
Loy si è avvalso del contributo di un grande direttore della fotografia, Ennio Guarnieri, che ha catturato sia le forti tinte della città sia i colori più mutevoli e tenui della campagna; questi ultimi svolgono la funzione di mediare tra una scena comica e l'altra. Due esempi:
- Un bambino corre in mezzo a un bosco, finché raggiunge un casolare. Qui si sta svolgendo una lezione di storia in un'aula scolastica arrangiata alla bell'e meglio. Il maestro è concentrato nella lettura di una pagina del libro di testo, in cui, con linguaggio aulico, si esalta la bellezza dell'Italia, «paese benedetto da Dio». Quando alza gli occhi sui bambini, vede che hanno le scarpe rotte, un aspetto dimesso e i volti emaciati.
- In un paese molto povero, una mamma si sofferma davanti a un muro su cui è stato appeso un manifesto. Non sapendo leggere, chiede al marito cosa c'è scritto. "Aiutiamo l'India", risponde, compitando una lettera alla volta. I volti disegnati sul manifesto hanno una straordinaria somiglianza con le persone che li stanno guardando.